# Игнатьев, Ноэл
Ноэл Игнатьев (англ. Noel Ignatiev /ɪɡˈnætiɛv/, 27 декабря 1940, Филадельфия, Пенсильвания, США — 9 ноября 2019, Тусон, Аризона, США) — американский историк и писатель леворадикальных взглядов, наиболее известный своими работами о расовых стереотипах и социальных классах, а также призывами «отменить белую расу» (для последней используется английское слово «белизна», whiteness). Игнатьев был соучредителем Нового общества аболиционистов и соредактором журнала Race Traitor («Предатель расы»), который продвигал идею о том, что «измена белой расе — это верность человечеству». Он также написал книгу о ксенофобии в северных штатах США в отношении ирландских иммигрантов под названием «Как ирландцы стали белыми». Его издатель назвал его «одним из ведущих и самых противоречивых историков Америки». Выходец из американской еврейской общины.

## Молодость и карьера
Ноэл Игнатьев родился в семье еврейских иммигрантов из России, вырос в Филадельфии. Учился в университете Пенсильвании, но бросил учёбу через три года.
Под именем Ноэль Игнатин вступил в Коммунистическую партию США в январе 1958 года, но в августе вышел в составе группы сформировавших Временный организационный комитет (ВОК) по воссозданию марксистско-ленинской коммунистической партии. Был исключен из ВОК в 1966 году.
Позже участвовал в организации новых левых «Студенты за демократическое общество». Когда эта организация распалась в конце 1960-х годов, Игнатьев вступил в ряды маоистского и третьемиристского Нового коммунистического движения, сформировав в 1970 году Организацию Соджонер Трут (Sojourner Truth Organization, STO). В отличие от других групп в Новом коммунистическом движении, на СТО и Игнатьева также оказали сильное влияние идеи тринидадского автора-троцкиста Сирила Джеймса.
В течение двадцати лет Игнатьев работал на Чикагском металлургическом заводе по производству сельскохозяйственного оборудования и электрических компонентов. Марксистский активист, принимал участие в забастовках рабочих сталелитейного завода, которые были в основном афроамериканцами. В 1984 году он был уволен с завода, примерно через год после ареста по обвинению в порче машины штрейкбрехера с помощью бомбы с краской.

## Академическая карьера
Игнатьев создал марксистские дискуссионные группы в начале 1980-х годов. В 1985 году был принят в Гарвардскую высшую школу, не имея при этом требуемой для поступления степени бакалавра. Получив степень магистра, поступил в Гарвард в качестве лектора и работал над докторской степенью по истории США.
Игнатьев был аспирантом Гарвардского университета, где он защитил докторскую диссертацию в 1995 году. Там же он преподавал, после чего перешёл на работу в Массачусетский колледж искусств. Его академическая работа связана с его призывом «упразднить» (abolish) белую расу, противоречивый лозунг, по поводу значения которого имеются разногласия даже между его сторонниками. Его диссертация была опубликована издательством Рутледж под названием «Как ирландцы стали белыми». Игнатьев является соучредителем и соредактором журнала Race Traitor и Нового общества аболиционистов.

## Идеи и противоречия

### Взгляды на расовые различия
Игнатьев рассматривает расовые различия и саму расу как социальную конструкцию, а не научную реальность.
В исследовании Игнатьева об ирландских иммигрантах в Соединенных Штатах XIX века утверждается, что победа ирландцев над предрассудками нативизма означала включение ирландцев в доминирующую группу американского общества. Игнатьев утверждает, что ирландцы изначально отторгались доминирующим англо-американским населением как чужаки, и в этом смысле не включались в принятые тогда представления о «белых» (белые англосаксонские протестанты), и лишь только благодаря их собственному насилию против свободных чернокожих и поддержке рабства ирландцы были признаны «вполне белыми». Игнатьев определяет «белизну» (whiteness) как доступ к «привилегии белых», то есть доступ в определённые привилегированные районы для проживания, школы и рабочие места. В XIX веке «белизна» была тесно связана с политической властью, особенно с избирательным правом. Книга Игнатьева об ирландских иммигрантах была подвергнута критике за «смешение расы с экономическим положением» и за игнорирование данных, которые противоречат его тезисам.
Игнатьев утверждает, что попытки дать расе биологическую основу привели только к абсурду, указывая при этом на общепринятое мнение, что белая женщина может родить чёрного ребёнка, но чёрная женщина никогда не родит белого ребёнка. По мнению Игнатьева, единственным логическим объяснением этого стереотипа является то, что люди являются членами разных расовых категорий, поскольку общество «назначает» людей на эти категории.

### «Новый аболиционизм» и «белая раса»
На сайте Игнатьева и в издании Race Traitor представлен девиз: «измена „белизне“ — верность человечеству». В ответ на письмо на сайт, автор которого считал, что девиз означает «ненависть» к белым людям из-за их «белой кожи», Игнатьев и другие редакторы отреагировали следующим образом.
В сентябре 2002 года журнал Harvard Magazine опубликовал отрывок из книги «Когда раса становится реальностью: чернокожие и белые писатели сталкиваются со своими личными историями» под редакцией Бернестин Сингли о роли Игнатьева в выпуске журнала Race Traitor. В отрывке Игнатьев писал, что «цель „отмены“ белой расы на первый взгляд настолько привлекательна, что некоторым может быть трудно поверить, что кто-то может быть против неё, кроме преданных сторонников превосходства белых». Он писал, что редакторов журнала часто обвиняли в том, что они расисты или являются частью группы ненависти, и его «стандартный ответ» заключался в «аналогии с анти-роялизмом: противодействовать монархии не означает убивать короля, это означает избавиться от корон, престолов, королевских титулов и т. д.» Игнатьев также писал, что именно это редакторы имели в виду, когда они отвечали читателю: «Не заблуждайтесь: мы намерены продолжать избивать мертвых белых мужчин, а также живых, а также и женщин, до тех пор, пока социальная конструкция, известная как „белая раса“, не будет уничтожена — не „разрушена“, а уничтожена».
Некоторые консервативные критики, особенно Дэвид Горовиц, рассматривали отрывок как пример институционального расизма в отношении белых людей в Гарварде, в «прогрессивной культуре» и в научных кругах. На своем веб-сайте Горовиц написал: «Предположим, Frontpagemagazine.com опубликовал заголовок „Отменить чёрную расу“ — как вы думаете, какой будет реакция? Но в Гарварде, где демонизация белых вошла в стандартную учебную программу, подобная статья может запросто появиться в глянцевом журнале с редакторской статьёй „Куда идет художественный музей?“».

### «Тостерный скандал»
С 1986 по 1992 год Игнатьев работал репетитором (научным руководителем) в Dunster House в Гарвардском университете. В начале 1992 года Игнатьев возражал против покупки университетом тостера для столовой Dunster House, который предназначался только для кошерного использования. Он настаивал на том, что кухонная утварь с ограниченным использованием должна оплачиваться из частных средств. В письме в гарвардскую студенческую газету «Гарвард Кримсон» Игнатьев писал: «Я расцениваю антисемитизм, как и все формы религиозного, этнического и расового фанатизма, как преступление против человечества, и тот, кто называет меня антисемитом, столкнётся с иском о клевете».
Dunster House впоследствии отказался продлевать контракт Игнатьева, заявив, что его поведение во время спора было «несовместимо со статусом преподавателя Гарварда». Член правления Данстера Хетти Лием сказала, что работа преподавателя должна «воспитывать чувство общности и терпимости и служить образцом для подражания для студентов», и что Игнатьев этого не сделал.

### Энциклопедия расы и расизма
В 2008 году Американский еврейский комитет возразил против статьи энциклопедии о сионизме, которую Игнатьев написал для «Энциклопедии расы и расизма». В статье Игнатьев описал Израиль как «расовое государство, в котором права назначаются на основе приписываемого происхождения или одобрения высшей расы», и сравнил его с нацистской Германией и югом Соединённых Штатов до движения за гражданские права чернокожих.
Американский еврейский комитет привел многочисленные «фактические и исторические неточности» в статье Игнатьева и задал вопрос, почему в энциклопедию включена статья о сионизме, заявив, что это единственное националистическое движение, «заслужившее» статью в энциклопедии. Гидеон Шимони, заслуженный профессор Еврейского университета в Иерусалиме, подверг критике эту статью как «список ошибок и искажений фактов».
Впоследствии издатель энциклопедии Гейл объявил о назначении независимого комитета для расследования «фактической точности, научной основы, охвата, объёма и баланса каждой статьи». Кроме того, Гейл опубликовал сводную статью из 10 частей «Национализм и этническая принадлежность», в которой появился новый раздел о сионизме и оценках культурного национализма во всем мире. Сводная статья была бесплатной для всех клиентов. В ответ на выводы независимого комитета Гейл исключил статью Игнатьева из энциклопедии.

## Сочинения
- «'The American Blindspot': Reconstruction According to Eric Foner and W. E. B. Du Bois», Labour/Le Travail, 31 (1993): 243—251.
- «The Revolution as an African-American Exuberance», Eighteenth-Century Studies 27, no. 4 (Summer 1994): 605—613.
- How the Irish Became White (1995) .
- Race Traitor (anthology of articles from the journal by the same name edited with John Garvey) (1996) .
- "Zionism, Antisemitism, and the People of Palestine, " Race Traitor (May 2004).